# Sveriges invasionsförsvar
Sveriges invasionsförsvar var den svenska försvarsmaktens uppbyggnad och struktur under det kalla kriget, termen används delvis i motsats till dagens insatsförsvar. Med invasionsförsvar menas att svenska försvarsmakten var uppbyggd främst för att möta ett storskaligt konventionellt militärt angrepp från Sovjetunionen som syftade att helt eller delvis ockupera Sverige. Konceptet byggde på en kvantitativt stor försvarsmakt, "folkförsvar", uppbyggd på allmän värnplikt och allmän mobilisering understödd av en omfattande inhemsk svensk vapenindustri. Idag betonas att invasionsförsvaret avvecklats till förmån till ett mindre insatsförsvar. När invasionsförsvaret stod på sin topp kunde man mobilisera 850 000 personer inom totalförsvaret. Systemet infördes återigen under 2016.
De system som är förknippade med invasionsförsvaret är bl.a:
- Stridsflygplanen: Saab 29 Tunnan, Saab 32 Lansen, Saab 35 Draken samt Saab 37 Viggen
- Stridsfordon och Trupptransportfordon: Stridsvagn S, Pansarbandvagn 302, Bandvagn 206, Terrängbil 11/13/21 samt Terrängbil 30/40
- Ubåtar och Korvetter: Västergötlandklass ubåt, Södermanlandsklass ubåt, Stockholmsklass korvett samt Göteborgsklass korvett.
- Artillerisystem: Bandkanon 1, 15,5 cm Haubits F samt Haubits 77.
- Kommunikation: Fälttelefonapparat m/37 samt Radiolänk.

Samtliga system är svenskkonstruerade genom: Bofors, LM Ericsson, Hägglund & Söner, Karlskronavarvet, Kockums, Saab AB samt Volvo.